# Scaptesyle incerta
Scaptesyle incerta är en fjärilsart som beskrevs av Semper 1899. Scaptesyle incerta ingår i släktet Scaptesyle och familjen björnspinnare. Inga underarter finns listade.